# مهند مدين
مهند مصطفى المبروك مدين عيسى لاعب كرة قدم ليبي من مواليد 25 مارس 1994 في مركز الوسط.

## روابط خارجية
مهند مدين على موقع قاعدة بيانات كرة القدم.إي يو (الإنجليزية)
- مهند مدين على موقع ناشيونال فوتبول تيمز (الإنجليزية)
- مهند مدين على موقع Soccerway.com (الإنجليزية)